# Trichoneura schlechteri
Trichoneura schlechteri är en gräsart som beskrevs av Erik Leonard Ekman. Trichoneura schlechteri ingår i släktet Trichoneura och familjen gräs. Inga underarter finns listade i Catalogue of Life.